# Gnophos nimbata
Gnophos nimbata är en fjärilsart som beskrevs av Alphéraky 1888. Gnophos nimbata ingår i släktet Gnophos och familjen mätare. Inga underarter finns listade i Catalogue of Life.